# Béatrice Pereira
 (juin 2022).
Si vous disposez d'ouvrages ou d'articles de référence ou si vous connaissez des sites web de qualité traitant du thème abordé ici, merci de compléter l'article en donnant les références utiles à sa vérifiabilité et en les liant à la section « Notes et références ».
Beatriz Pereira de Alvim (1380–1415) est une noble portugaise. Elle est la fille de Nuno Álvares Pereira le Saint Connétable et de sa femme Leonor de Alvim (en). Seule de leurs enfants à atteindre l'âge adulte, elle avait deux frères morts jeunes. À ce titre, elle est devenue l'héritière de son père qui, en plus du comté d'Arraiolos, de Barcelos et d'Ourém, détenait l'une des plus grandes fortunes de toute la péninsule ibérique. 
Elle épouse Alphonse Ier duc de Bragance, fils illégitime de Jean du Portugal à Frielas le 8 novembre 1401.
De cette union naîtront :
- Isabelle de Bragance (octobre 1402 - 26 octobre 1465)
- Alphonse de Bragance (vers 1403 - 1460)
- Ferdinand Ier de Bragance (1404 - 1er avril 1478)